# Szczelina nad Małą
Szczelina nad Małą – szczelina w Gaudynowskich Skałach na lewym brzegu potoku Brodła na Garbie Tenczyńskim będącym częścią Wyżyny Krakowsko-Częstochowskiej. Należy do wsi Brodła w województwie małopolskim, w powiecie chrzanowskim, w gminie Alwernia.

## Opis obiektu
Znajduje się na zboczu, w skale po północnej stronie Gaudynowskiej Baszty. U podstawy zachodniej ściany tej skały znajduje się niewielkie Schronisko Małe w Gaudynowskich Skałach, 4 metry nad nim Szczelina nad Małą. Można do niej dość półką po prawej stronie ściany. Powstała na pionowym pęknięciu, które z wyniku procesów krasowych uległo poszerzeniu. Jest ciasna, krótka, w całości widna i bez własnego mikroklimatu. Na niektórych miejscach ścian rozwijają się mchy i porosty, w głębi obserwowano pająki i muchy.
Wapienie budujące skał pochodzą z okresu jury późnej. Jedynymi formami nacieków są grzybki. Namulisko próchniczne.
Po raz pierwszy opisał ją M. Pruc we wrześniu 1999 r. On też opracował plan.

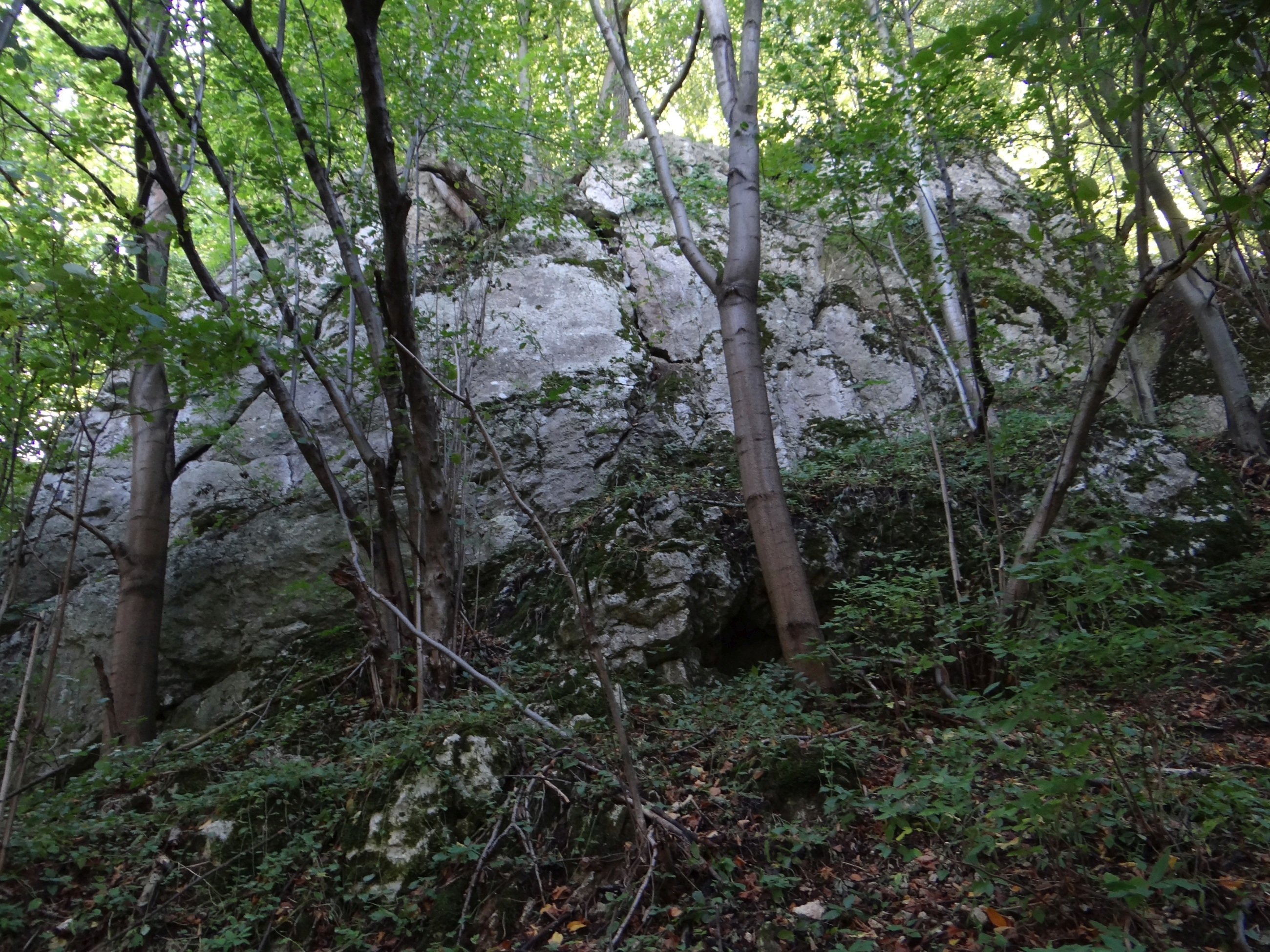
Skała z dwoma schroniskami